# Fort Delgrès
Fort Delgrès is een fort in de stad Basse-Terre in de Franse overzeese departement Guadeloupe. Het was in 1650 gebouwd om de hoofdstad te verdedigen. In 1802 werd het fort bezet door Louis Delgrès die de herinvoering van de slavernij door Napoleon Bonaparte wilden voorkomen, maar hij werd door generaal Antoine Richepanse verdreven. Het complex is 5 hectare groot.

## Geschiedenis
In 1650 werd het fort gebouwd door Charles Houël, de gouverneur van Guadeloupe, om de hoofdstad Basse-Terre te verdedigen, en werd Fort Houël genoemd. Het fort werd verschillende keren door het Verenigd Koninkrijk aangevallen en beschadigd. In 1753 werd de naam gewijzigd in Fort Saint-Charles en was het een groot fort. Desalniettemin slaagde de Britten er in het fort in 1759 tijdens Zevenjarige Oorlog te veroveren. Het fort werd hernoemd in Fort Royal. In 1763 werd Guadeloupe teruggegeven aan Frankrijk.
In 1794, tijdens de Franse Revolutie, werd de slavernij afgeschaft. Louis Delgrès was geboren in Martinique en had een blanke vader en een zwarte moeder. Hij maakte carrière in het Franse leger, en werd in 1802 gepromoveerd tot kolonel en verantwoordelijk voor de verdediging van Basse-Terre. Hetzelfde jaar besloot Napoleon Bonaparte de slavernij opnieuw in te voeren. Delgrès weigerde het bevel uit te voeren, en Napoleon stuurde generaal Antoine Richepanse naar Guadeloupe. Delgrès en zijn 300 soldaten werden uiteindelijk uit het fort verdreven, en vluchtten naar de plantage Anglemont waar ze op 28 mei 1802 zelfmoord pleegden door hun voorraad buskruit aan te steken. Na de herinvoering van de slavernij werd het fort hernoemd in Fort Richepance.
In 1977 kreeg het fort een monumentenstatus en in 1989 werd de naam gewijzigd in Fort Delgrès.

## Galerij

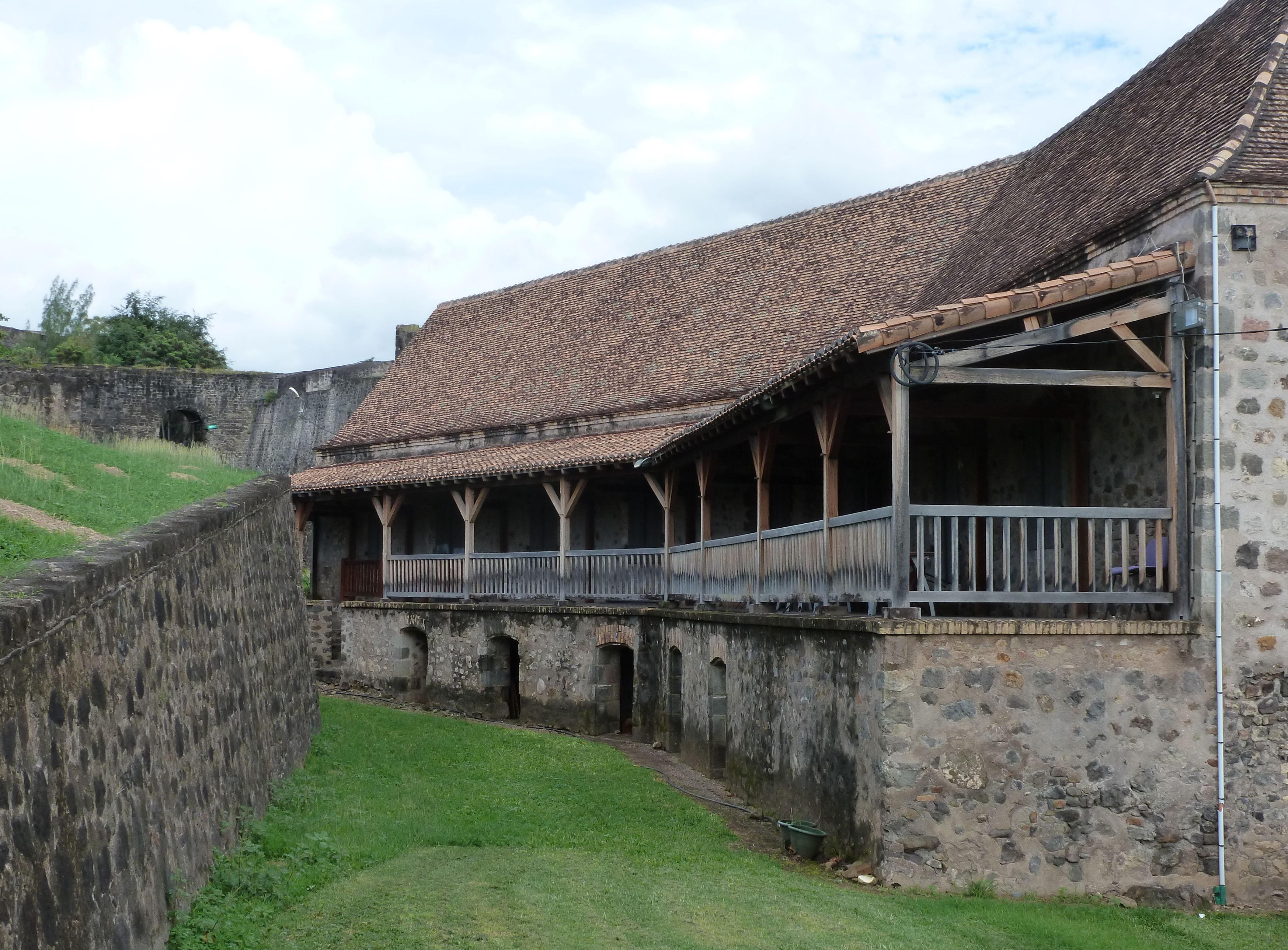
Kazerne
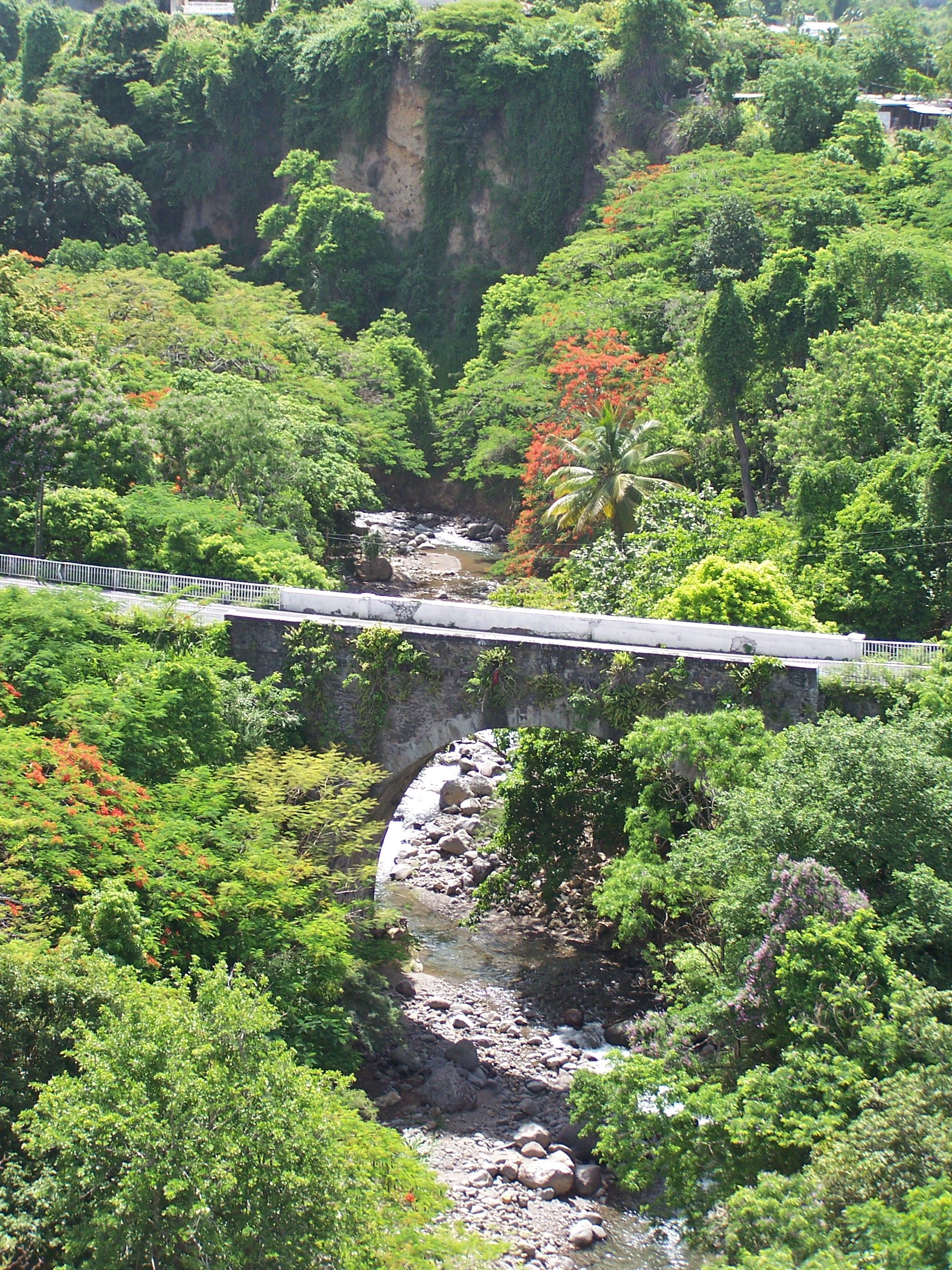
Brug over de rivier Galion gezien van het fort
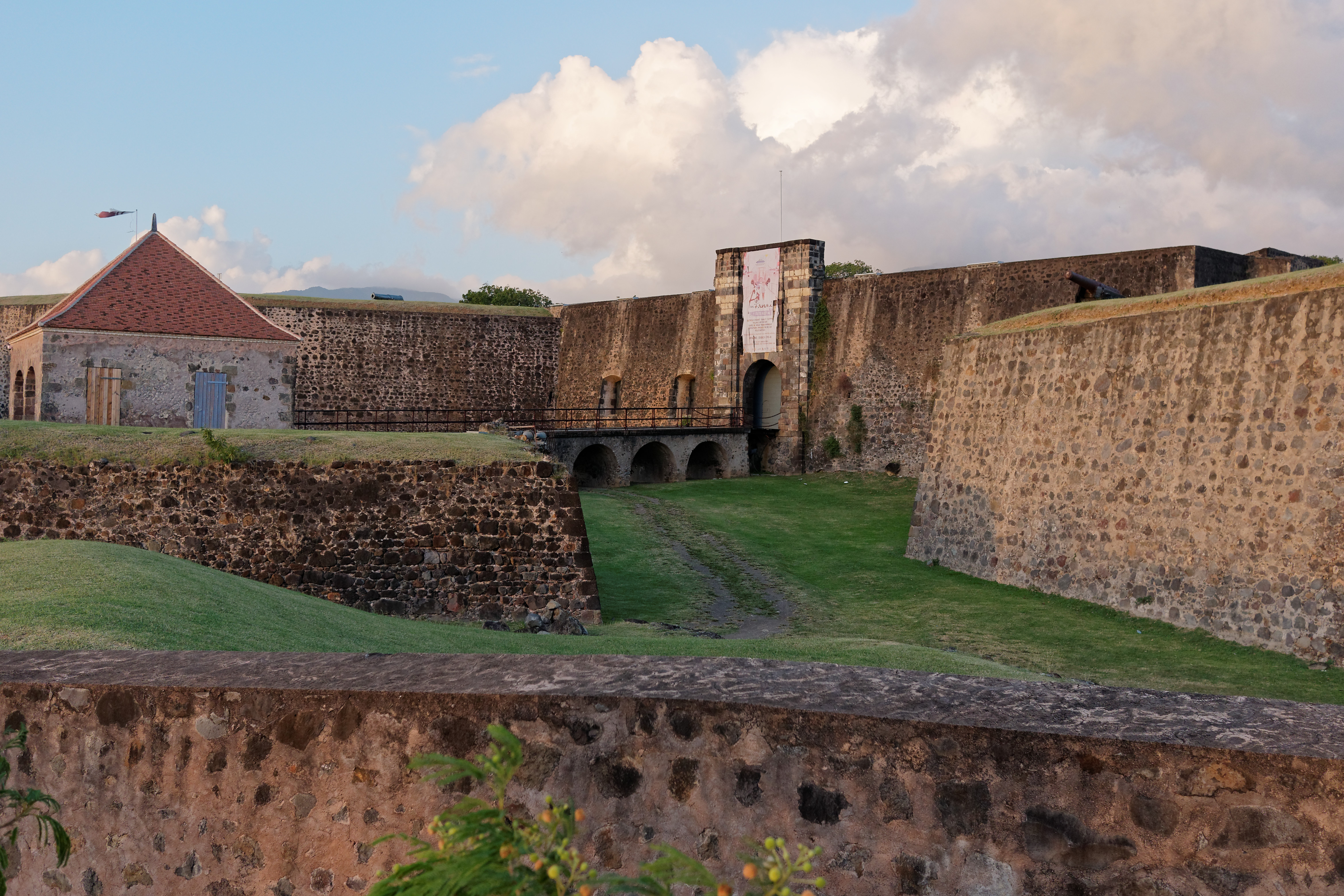
Buitenkant van Fort Delgrès
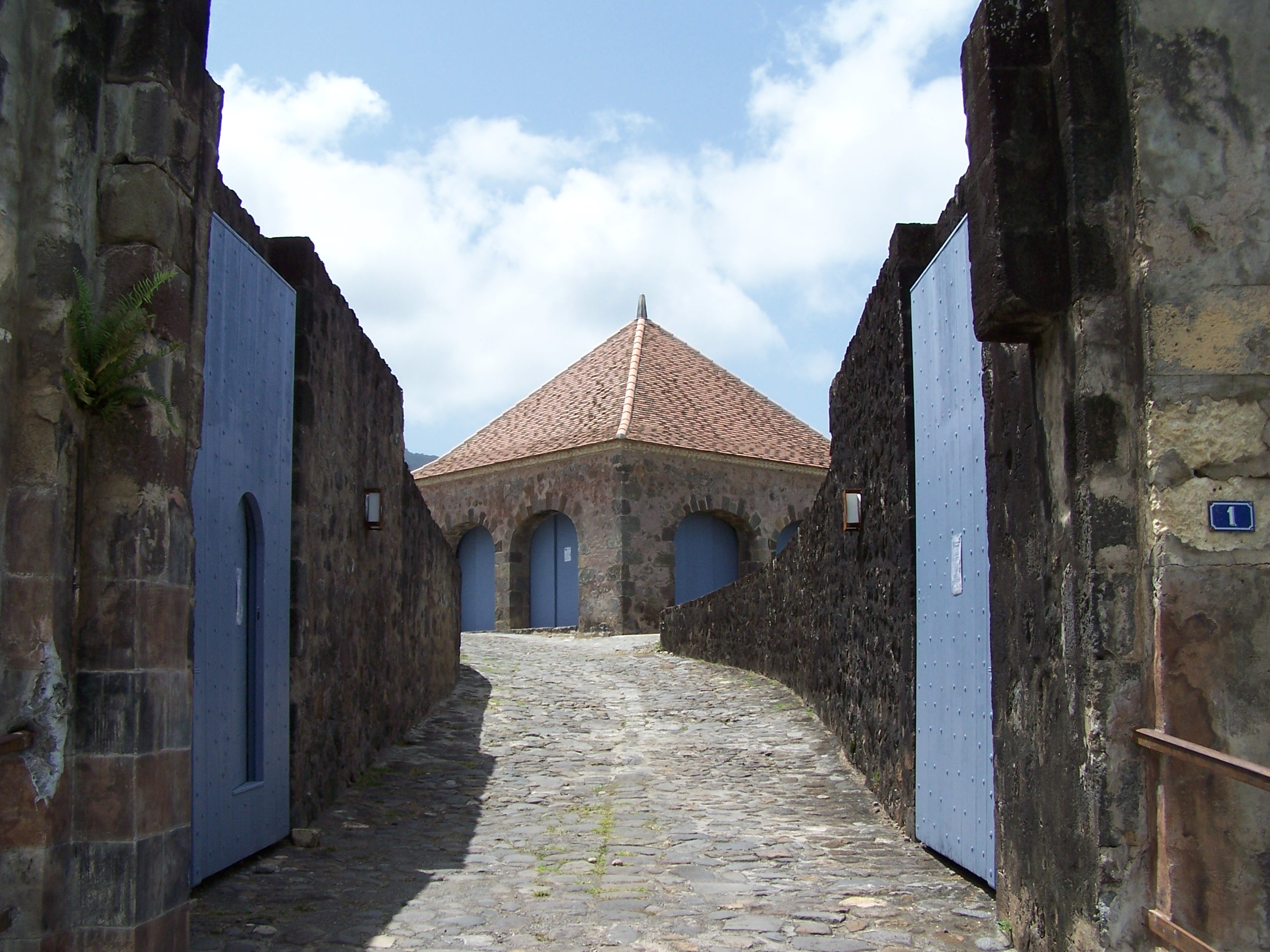
Wachthuis